# 夏志宏
夏志宏（1962年—），华裔美国数学家，美国西北大学教授，现任南方科技大学数学系主任，以及大灣區大學大灣區高等研究院副院長。研究方向为动力系统，哈密顿系统和天体力学。

## 教育经历
1982年，夏志宏在南京大学天文系获得了学士学位。1988年，他获得了西北大学数学博士学位。

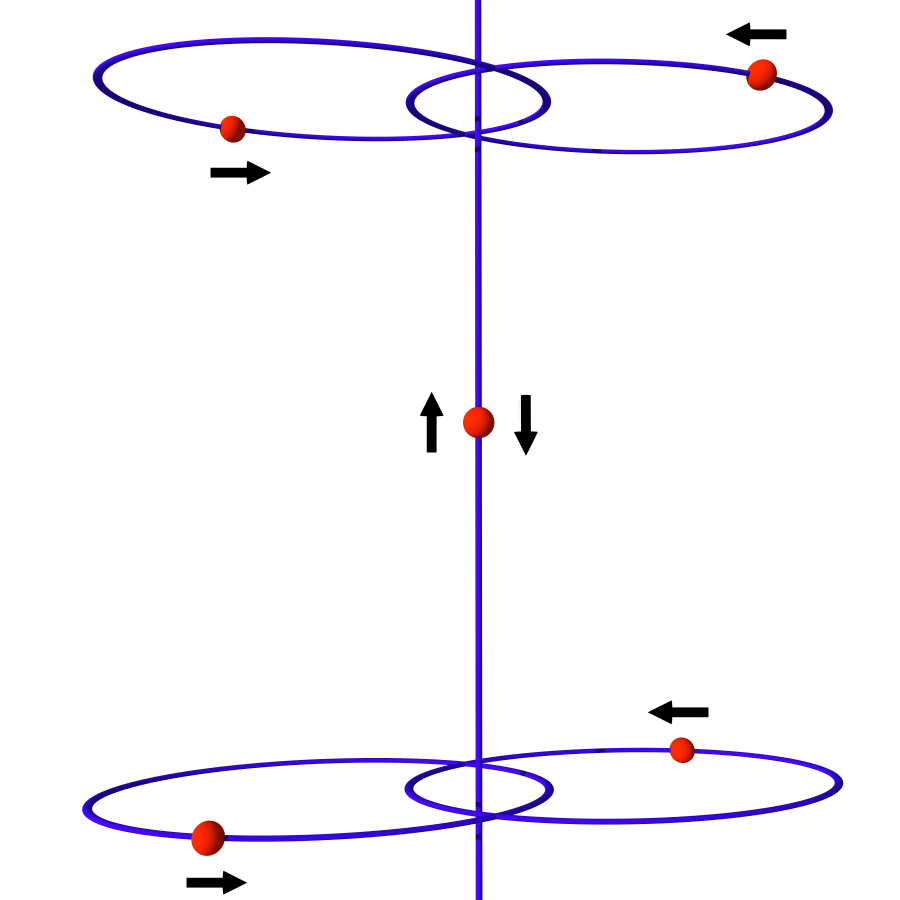
夏志宏证明庞勒维猜想

## 出版物
- The Existence of Noncollision Singularities in Newtonian Systems, Annals of Mathematics, Serie 2, Band 135, 1992, S. 411–468
- mit Donald G. Saari: Off to Infinity in Finite Time, Notices of the AMS, Band 42, 1993, S. 538–546,  PDF （页面存档备份，存于） (470 kB; english)